# The Royal Tailor
Pour plus de détails, voir Fiche technique et Distribution.
The Royal Tailor (hangeul : 상의원 ; RR : Sanguiwon, littéralement « Conseiller ») est un film sud-coréen réalisé par Lee Won-suk, sorti en 2014.

## Synopsis
La rivalité de deux tailleurs à la cour du roi.

## Fiche technique
- Titre original : 상의원
- Titre international et français : The Royal Tailor
- Réalisation : Lee Won-suk
- Scénario : Lee Byeong-hak
- Musique : Mowg
- Direction artistique : Chae Gyeong-seon et Sin Yoo-jin
- Costumes : Jo Sang-gyeong
- Photographie : Kim Ji-yong
- Montage : Nam Na-young
- Production : Yoon In-beom ; Kim Su-jin (coproduction)
- Sociétés de production : Bidangil Pictures ; Waw Pictures (coproduction)
- Société de distribution : Showbox
- Pays d'origine :  Corée du Sud
- Langue originale : coréen
- Genre : Drame
- Durée : 127 minutes
- Date de sortie : 
  - Corée du Sud : 24 décembre 2014

## Distribution
- Han Suk-kyu : Dol-Seok
- Go Soo : Kong-Jin
- Park Shin-hye : la reine
- Yoo Yeon-seok : le roi
- Ma Dong-seok : Pan-Soo
- Jo Dal-hwan : Dae-Gil
- Shin So-yul : Wol-hyang
- Lee Yoo-bi : Soui, la concubine royale

## Distinctions
Le film reçoit 10 nominations aux Grand Bell Awards et remporte les prix de la meilleure direction artistique et des meilleurs costumes.